# Sauvignon
Sauvignon je bijela sorta čije je vino uglavnom suho i osvježavajuće.
Okus sauvignona sadrži arome zelenih jabuka, grejpa, šparoga i vlažne trave. Veliki grozdovi ovih bobica tanke zelenkaste kožice su podložni plijesni (botritisu) te pod pravim okolnostima daju plemenito slatko vino. 
Drugi nazivi: Blanc Fumé, Feigentraube, Gros Sauvignon, Muskat-Sylvaner, Muškatni silvanac, Pinot Mestny Bely, Quinechon, Sauvignon, Sauvignon Blanc, Sauvignon Jaune, Sauvignon bijeli, Sauvignon blanc, Sciampagna.

## Vanjske poveznice
- Mali podrum  Arhivirana inačica izvorne stranice od 28. rujna 2007. (Wayback Machine) - Sauvignon; hrvatska vina i proizvođači